# Centrotypus merinjakensis
Centrotypus merinjakensis är en insektsart som beskrevs av William Lucas Distant. Centrotypus merinjakensis ingår i släktet Centrotypus och familjen hornstritar. Inga underarter finns listade i Catalogue of Life.